# Naropa

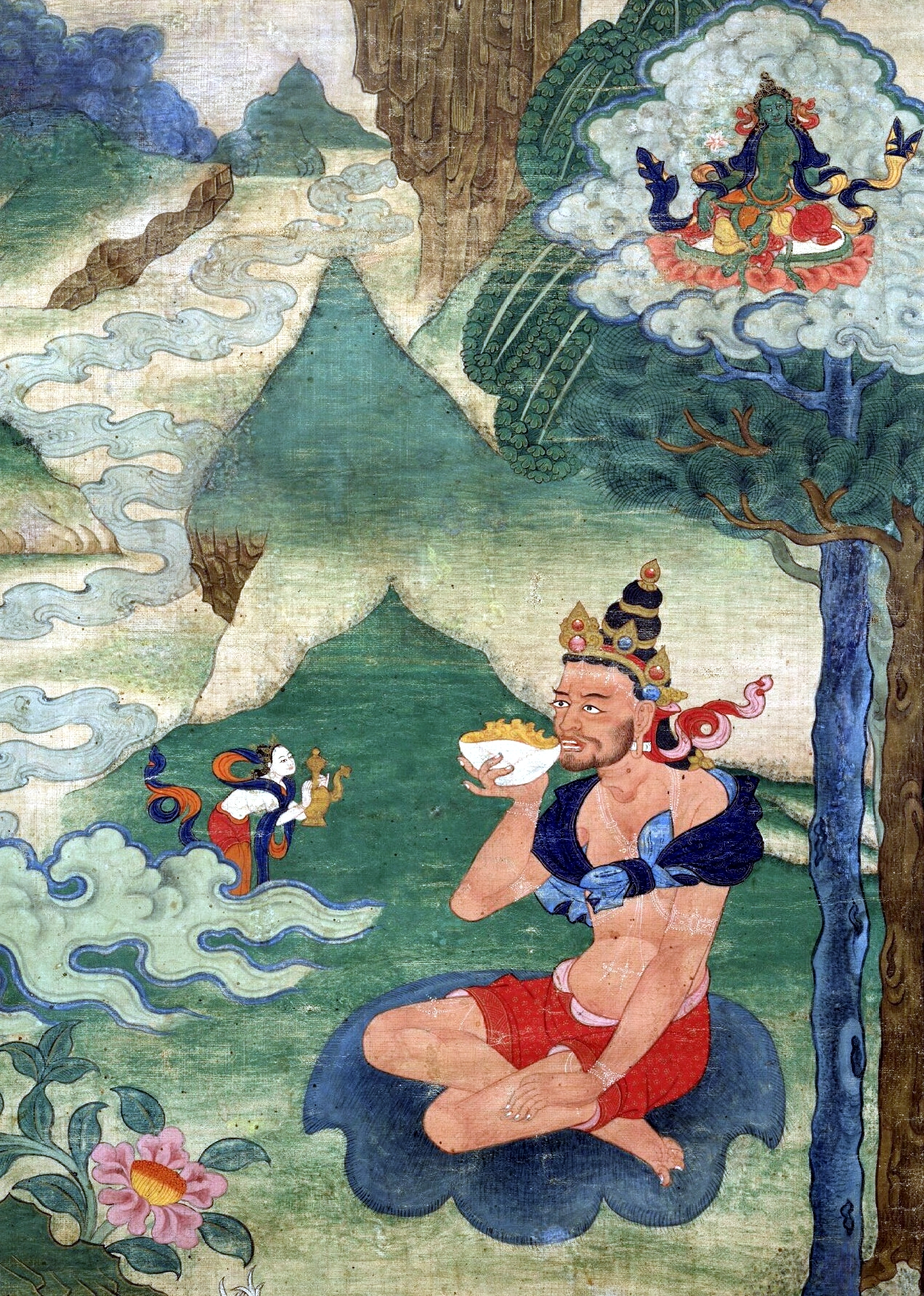
Naropa

Naropa (auch: Nāropa, Nāro oder Nārotapa; tib. ནཱ་རོ་པ་, Wylie.: nA ro pa; geb. 1016; gest. 1100) war ein buddhistischer Meister und einer der 84 Mahasiddhas.

## Biographie
Er wurde im Nordosten Indiens oder Bengalen geboren und wuchs in einer Adelsfamilie auf. Seine Erziehung zielte darauf ab, Thron und Titel seines Vaters zu übernehmen, enthielt jedoch auch Unterweisungen zur buddhistischen Lehre sowie zu den Lehren der Brahmanen. Bereits mit acht Jahren brachte er den Wunsch zum Ausdruck zu studieren. Auf sein Bitten hin erlaubte man ihm, als er elf Jahre alt war, zum Studium nach Kaschmir zu reisen. Einigen Quellen zufolge soll allein seine Reisezeit dorthin drei Jahre gedauert haben. Andere Quellen geben an, dass die Dauer seines Studiums in Kaschmir ebendiese drei Jahre gedauert haben soll und er im Anschluss heimkehrte und seine Studien zu Hause fortsetzte, bis er 1032 n. Chr. mit 16 Jahren mit der Brahmanentochter Vimaladipi verheiratet wurde. Die Ehe hielt acht Jahre, dann beendete er die Verbindung und ging zurück nach Kaschmir. Er ordinierte und nahm sein Studium wieder auf.
Im Alter von 28 Jahren zog er nach Pullahari bei Nalanda (Nordindien). Dort, in der ersten buddhistischen Universität mit einer großen Zahl von Gelehrten und Studenten, erhielt er weitere Belehrungen und wurde selbst zum Abt der Universität.
Eines Tages begegnete er einer alten Frau, die in den Sagen als Verkörperung der Dakini Vajravarahi gilt. Sie verdeutlichte Naropa die Wichtigkeit der praktischen Erfahrung der Meditation und riet ihm, er solle den Meister Tilopa aufsuchen.
Nāropa verließ daraufhin Nalanda sowie den buddhistischen Orden und suchte Tilopa auf, den er nach langer Suche im Osten Indiens traf. Tilopa unterzog Nāropa einer harten Schulung, um seinen Geist zu entwickeln, damit er für die Erleuchtung bereit sei. Er trainierte mit praktischen Übungen seine Konzentration, seine Geistesstärke und seine Geistesschärfe – drei Pfeiler des Geistes, um die letzte Verwirklichung zu meistern. Gleichzeitig wurden ihm mündliche Einweihungen in geheime Lehren zuteil. Sowohl in den zwölf Jahren, die es dauerte bis Nāropa Tilopa fand, als auch in den darauf folgenden zwölf Jahren, in denen er Tilopa begleitete, war er vor Aufgaben gestellt, die ihn vom rein intellektuellen Verstehen der buddhistischen Belehrungen zu einem inneren tiefen Verständnis der Natur des Geistes und der Anwendung der Belehrungen führten.
Erleuchtung erlangte Nāropa schließlich auf sehr unkonventionelle Weise, als er eines Tages seinen Lehrer nach einer weiteren Unterweisung fragte und stattdessen von Tilopa einen Schlag auf den Kopf mit dessen Schuh bekam. Dadurch fielen die letzten Schleier von Naropas Geist und er verwirklichte Mahamudra. Anschließend verbrachte er 21 Jahre in Pulahari und lehrte den Dharma.

## Die Sechs Yogas des Nāropa
Die wichtigsten Übertragungen, die er von Tilopa übermittelt bekommen hatte, fasste er in sechs
Meditationsformen zusammen. Sie sind bis heute bekannt unter dem Namen Sechs Yogas des Naropa. Sie werden als „höhere Praxis“ betrachtet und somit in ihrer Gesamtheit in der Regel nur an wenige, erfahrenere Schüler buddhistischer Lehrer gegeben, da ihre Wirkung auf den Geist sehr stark sein soll.
Nāropa gab die Übertragung für diese Meditationsformen unter anderem an seinen Schüler Marpa, den Übersetzer, weiter. Eine andere wichtige Schülerin des Nāropa war Niguma, von der meist als seine tantrische Gefährtin, manchmal als seine Schwester gesprochen wird (was daher rührt, dass der tibetische Begriff cham mo hier nicht eindeutig ist und die Gefährtin für die Shangpa-Kagyü-Schule von besonderer Bedeutung ist).